# Нотатки божевільного (фільм)
«Записки божевільного» — радянський телефільм-спектакль за однойменною повістю М. В. Гоголя, поставлений режисером Олександром Бєлінським на Ленінградській студії телебачення в 1968 році.

## Сюжет
Дрібний чиновник Аксентій Іванович Поприщін веде щоденник, в якому детально описує свій побут, службу, колег. При цьому над ним володіє нав'язлива ідея — пошук невідомих теренів, досягнення яких змінить його життя. Аксентій Іванович описує свої романтичні почуття до дочки директора, а пізніше, бажаючи дізнатися таємні думки дівчини, заговорює з її собачкою і навіть цитує переписку, яку та, на його глибоке переконання, веде з іншим собакою. Через деякий час його нав'язливі ідеї переходять в сфери зовнішньої політики. Поприщін переконаний, що він — король Іспанії Фердинанд VIII. Після скандальної витівки на службі його відправляють в божевільню, де він остаточно втрачає розум.

## У ролях
- Євген Лебедєв — Поприщін
- Павло Панков — наглядач в божевільні
- Сергій Боярський — начальник відділення, надвірний радник
- Віктор Чайников — лакей
- Станіслав Ландграф — чиновник
- Михайло Васильєв — солдат
- Михайло Іванов — чиновник
- Дмитро Прощалигін — епізод

## Знімальна група
- Режисер — Олександр Бєлінський
- Сценарист — Олександр Бєлінський
- Оператори — Леонід Волков, Владислав Виноградов
- Композитор — Надія Симонян
- Художник — Сергій Скінтєєв